# Vărsătorul (constelație)
Vărsătorul (pe latinește Aquarius iar în limba egipteană veche Gigantul) este o constelație de pe ecliptică. Simbolul ei astronomic este  (Unicode ♒) care este o reprezentare a apei.

## Descriere și localizare

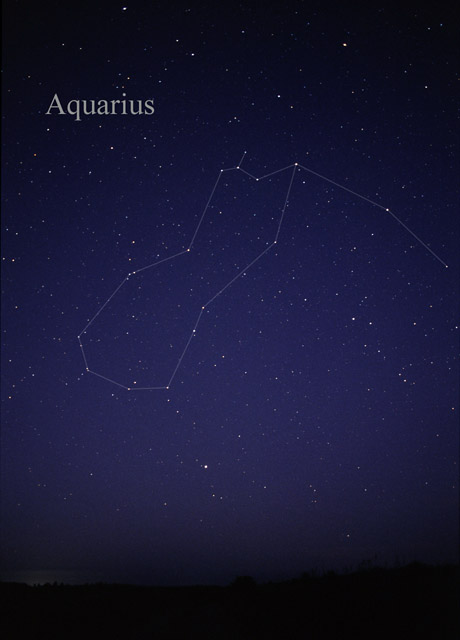
Constelația Vărsătorul văzută cu ochiul liber. Pentru identificarea mai ușoară au fost trasate linii între stele.

## Obiecte cerești
În această constelație sunt localizate trei obiecte Messier: Messier 2,Messier 72 și Messier 73. De asemenea, aici se află două nebuloase planetare importante: nebuloasa Saturn și nebuloasa Helix.
Coordonate:  23h 00m 00s, −15° 00′ 00″